# Короткова, Александра Ивановна
Александра Ивановна Короткова (24 ноября 1925 — 13 мая 1999) — передовик советского сельского хозяйства, доярка колхоза «Крестьянин» Богородского района Горьковской области, Герой Социалистического Труда (1958).

## Биография
Родилась 24 ноября 1925 года в деревне Солонское, ныне Богородского района Нижегородской области в крестьянской русской семье бедняка.  
Окончив шесть классов сельской школы, трудоустроилась в колхоз «Крестьянин» в молодёжную полеводческую бригаду. 
В 1944 году завершила обучение на курсах трактористов и стала работать трактористкой в Квощёвской МТС Богородского района. В 1946 году перешла работать дояркой на ферму. Стабильно наращивала результаты своего дела. Постоянно выполняла плановые показатели по надою молока. 
С 1954 года неоднократно участвовала и побеждала на выставке достижений народного хозяйства.  
Указом Президиума Верховного Совета СССР от 12 марта 1958 года за получение высоких результатов в сельском хозяйстве и рекордные показатели в животноводстве Александре Ивановне Коротковой было присвоено звание Героя Социалистического Труда с вручением ордена Ленина и золотой медали «Серп и Молот». 
Продолжала и дальше трудиться в сельском хозяйстве.
Избиралась депутатом Горьковского областного Совета народных депутатов и Верховного Совета СССР 5-го созыва. Была делегатов XXII съезда КПСС.   
Умерла 13 мая 1999 года. Похоронена на сельском кладбище в деревне Солонское.

## Награды
За трудовые успехи была удостоена:
- золотая звезда «Серп и Молот» (12.03.1958)
- орден Ленина (12.03.1958)
- Медаль «За трудовую доблесть» (27.09.1950)
- Медаль «За трудовое отличие»
- другие медали.